# Ulrich Lederer
Ulrich Lederer, född 18 augusti 1897 i Opava i Tjeckien, död i juni 1969, var en österrikisk ishockeyspelare. Han kom på delad femte plats i Olympiska vinterspelen i Sankt Moritz 1928.